# Gujranwala
Gujranwala (Urdu: گوجرانوالہ), è una città pakistana situata nel nord est della provincia del Punjab ed è il capoluogo del distretto omonimo.
È la settima città del Pakistan con il suo milione e mezzo di abitanti (censiti nel 2010).
Il punjabi è la lingua locale, ma l'inglese e urdu sono anche diffusi, in particolare nelle scuole e negli uffici.

## Geografia fisica
Confina con Ghakhar Mandi e alcune piccole città e villaggi.
Lahore, il capoluogo della provincia, dista ottanta chilometri circa.
Sialkot e Gujrat si trovano invece a nord, lungo la Grand Trunk Road.

## Storia
La città fu fondata da gruppi di Gujar. Fu quindi popolata da Sansi Jat di Amritsar che la chiamarono Khanpur.
L'attuale denominazione risalirebbe alla metà del XVI secolo.
Alla morte dell'imperatore moghul Aurangzeb (1707) l'intero Punjab passò sotto il controllo sikh.
La città divenne importante durante il regno del padre e del nonno di Ranjit Singh, il "Leone del Punjab" (Sher-e-Punjab), creatore dell'impero sikh, che vi nacque nel 1780.

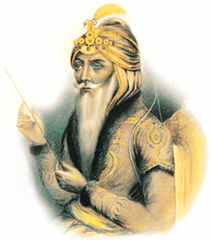
Ritratto di Ranjit Singh

Sarebbe stato Hari Singh Nalwa, il grande comandante militare dell'impero sikh, a farvi costruire la città nuova.
L'area fu annessa all'Impero Britannico nel 1849 con il resto del Punjab.
Il comune di Gujranwala fu creato nel 1867.
La popolazione era di 29.224 abitanti secondo il censimento del 1901.
Dopo la creazione del Pakistan nel 1947, Gujranwala si sviluppò rapidamente ed è oggi una delle principali città pakistane con il suo milione e mezzo di abitanti.

## Economia
Grazie a strade ampie e collegamenti ferroviari la città è fiorita nel settore della produzione e del commercio agricoli. La città infatti si trova sulla Grand Trunk Road, che collega a capoluoghi di provincia come Peshawar e Lahore. Gujranwala è nota per la produzione estensiva di canna da zucchero, meloni e cereali, che destina all'esportazione. Le coltivazioni sono alimentate dai canali di irrigazione delle acque del fiume Chenab.
La città inoltre ospita importanti attività commerciali e industriali nel settore della produzione conciaria e della manifattura di ceramiche, cassette di sicurezza in ferro, utensili in metallo, prodotti tessili, sanitari. Attualmente è il terzo più grande centro industriale del paese dopo Karachi e Faisalabad.

## Infrastrutture e trasporti
La città è servita dalla Grand Trunk Road, fondamentale arteria viaria del subcontinente indiano che fu resa famosa dalle descrizioni di Rudyard Kipling in Kim, oltre che da un'autostrada: in auto si impiegano meno di due ore per raggiungere Lahore e tre ore per la capitale Islamabad.
Una linea ferroviaria fu costruita accanto alla Grand Trunk Road già nel 1881 per collegare Gujranwala con le altre città del Punjab. La  Gujranwala Railway Station, che si trova nel centro cittadino, fu realizzata dai britannici prima dell'indipendenza del Pakistan.
La città è servita anche da due aeroporti internazionali, quello di Lahore (Allama Iqbal International Airport), a 80 chilometri dalla città, e quello di Sialkot (Sialkot International Airport) a 40 chilometri.
Gujranwala est devenue une ville importante pour les affaires et l'immobilier. Les détails de l'infrastructure et du mode de vie moderne de la ville de Gujranwala sont énumérés ici.

## Cultura
Le maggiori attrazioni della città di Gujranwala sono:
- E Nishan Manzil: area attrezzata per picnic di Gujranwala, molto popolare anche al di fuori del distretto.
- Gulshan Park: parco centrale con giochi, aree per picnic, barca, treno e un grande lago.
- Liaqat Bagh: uno dei parchi della città vecchia, da poco rinnovato dall'amministrazione locale.
- Jinnah Park: parco di nuova costruzione sulla Grand Trunck Road.
- Jinnah Stadium: stadio di cricket che ospita test match internazionali e nazionali.
- Jinnah Library: storica biblioteca cittadina situata al Plaza Trust.
- Rail Bazaar: uno dei più antichi bazar della città.
- Food Street: via dedicata alla cucina pakistana che riflette le tradizioni della città.